# Giải thuật di truyền
Giải thuật di truyền là một kỹ thuật của khoa học máy tính nhằm tìm kiếm giải pháp thích hợp cho các bài toán tối ưu tổ hợp (combinatorial optimization). Giải thuật di truyền là một phân ngành của giải thuật tiến hóa vận dụng các nguyên lý của tiến hóa như di truyền, đột biến, chọn lọc tự nhiên, và trao đổi chéo.
Ngày nay, giải thuật di truyền được dùng phổ biến trong một số ngành như tin sinh học, khoa học máy tính, trí tuệ nhân tạo, tài chính và một số ngành khác.

## Phương pháp
Trong giải thuật di truyền cho một bài toán tối ưu hóa, ý tưởng là một tập hợp (gọi là nhiễm sắc thể) của những giải pháp có thể (gọi là cá thể) sẽ được cho "tiến triển" theo hướng chọn lọc những giải pháp tốt dần hơn.
Thông thường, những giải pháp được thể hiện dưới dạng nhị phân với những chuỗi 0 và 1, nhưng lại mang nhiều thông tin mã hóa khác nhau. Quá trình tiến hóa xảy ra từ một tập hợp những cá thể hoàn toàn ngẫu nhiên ở tất cả các thế hệ. Trong từng thế hệ, tính thích nghi của tập hợp này được ước lượng, nhiều cá thể được chọn lọc định hướng từ tập hợp hiện thời (dựa vào thể trạng), được sửa đổi (bằng đột biến hoặc tổ hợp lại) để hình thành một tập hợp mới. Tập hợp này sẽ tiếp tục được chọn lọc lặp đi lặp lại trong các thế hệ kế tiếp của giải thuật